# Le Biot
Pour les articles homonymes, voir Biot.
Le Biot est une commune française située dans le département de la Haute-Savoie, en région Auvergne-Rhône-Alpes.

## Géographie
La commune se trouve dans le canton d'Évian et dans le Chablais ; elle fait la liaison entre la vallée d'Aulps et la vallée d'Abondance, via le col du Corbier.

## Urbanisme

### Typologie
Au 1er janvier 2024, Le Biot est catégorisée commune rurale à habitat dispersé, selon la nouvelle grille communale de densité à sept niveaux définie par l'Insee en 2022.
Elle est située hors unité urbaine. Par ailleurs la commune fait partie de l'aire d'attraction de Morzine, dont elle est une commune de la couronne,. Cette aire, qui regroupe 8 communes, est catégorisée dans les aires de moins de 50 000 habitants,.

### Occupation des sols
L'occupation des sols de la commune, telle qu'elle ressort de la base de données européenne d’occupation biophysique des sols Corine Land Cover (CLC), est marquée par l'importance des forêts et milieux semi-naturels (85 % en 2018), une proportion sensiblement équivalente à celle de 1990 (85,7 %). La répartition détaillée en 2018 est la suivante : 
forêts (73,3 %), milieux à végétation arbustive et/ou herbacée (11,7 %), zones agricoles hétérogènes (5,9 %), prairies (4,8 %), espaces verts artificialisés, non agricoles (2,3 %), zones urbanisées (2 %).
L'IGN met par ailleurs à disposition un outil en ligne permettant de comparer l’évolution dans le temps de l’occupation des sols de la commune (ou de territoires à des échelles différentes). Plusieurs époques sont accessibles sous forme de cartes ou photos aériennes : la carte de Cassini (XVIIIe siècle), la carte d'état-major (1820-1866) et la période actuelle (1950 à aujourd'hui).

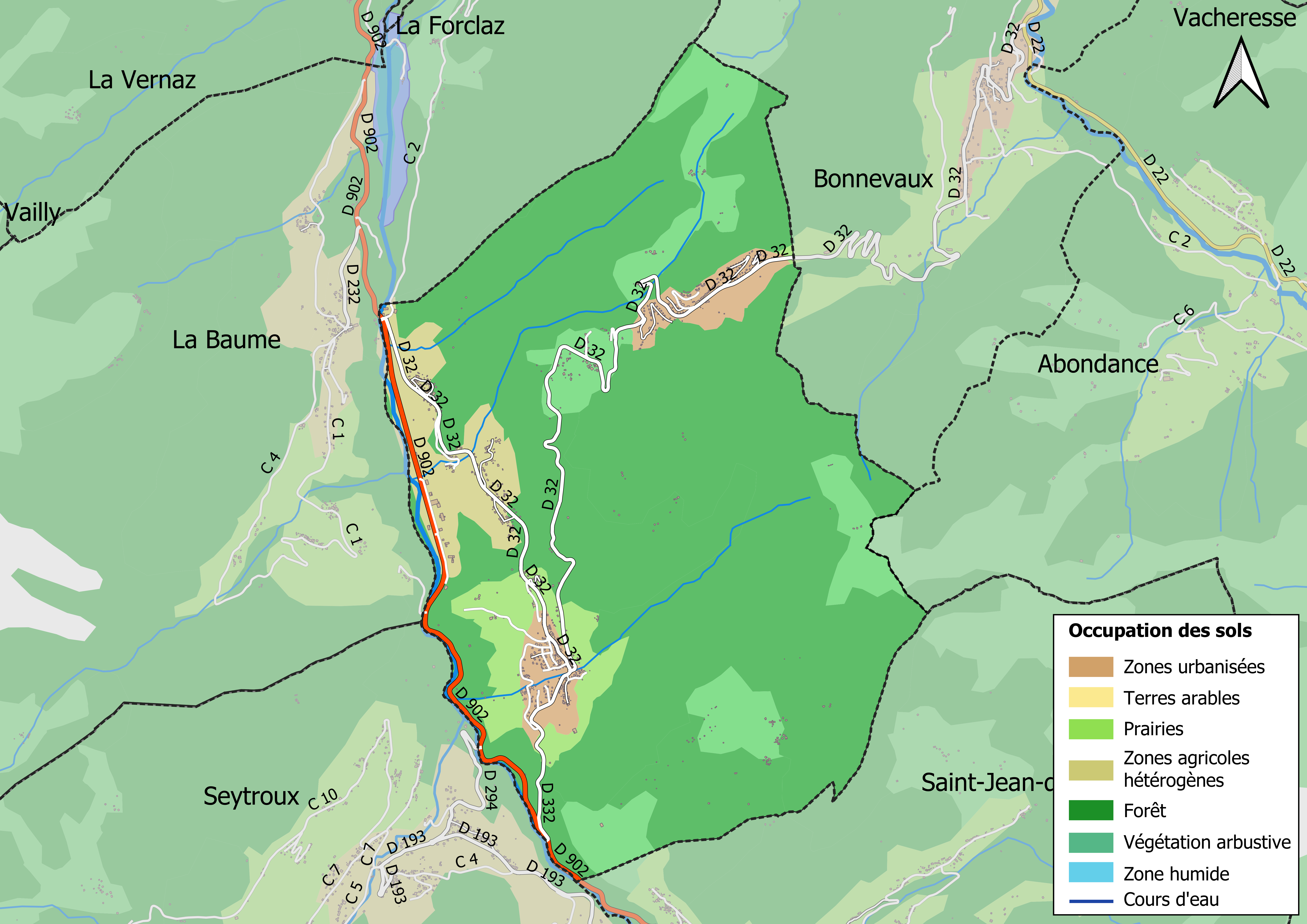
Carte des infrastructures et de l'occupation des sols en 2018 (CLC) de la commune.
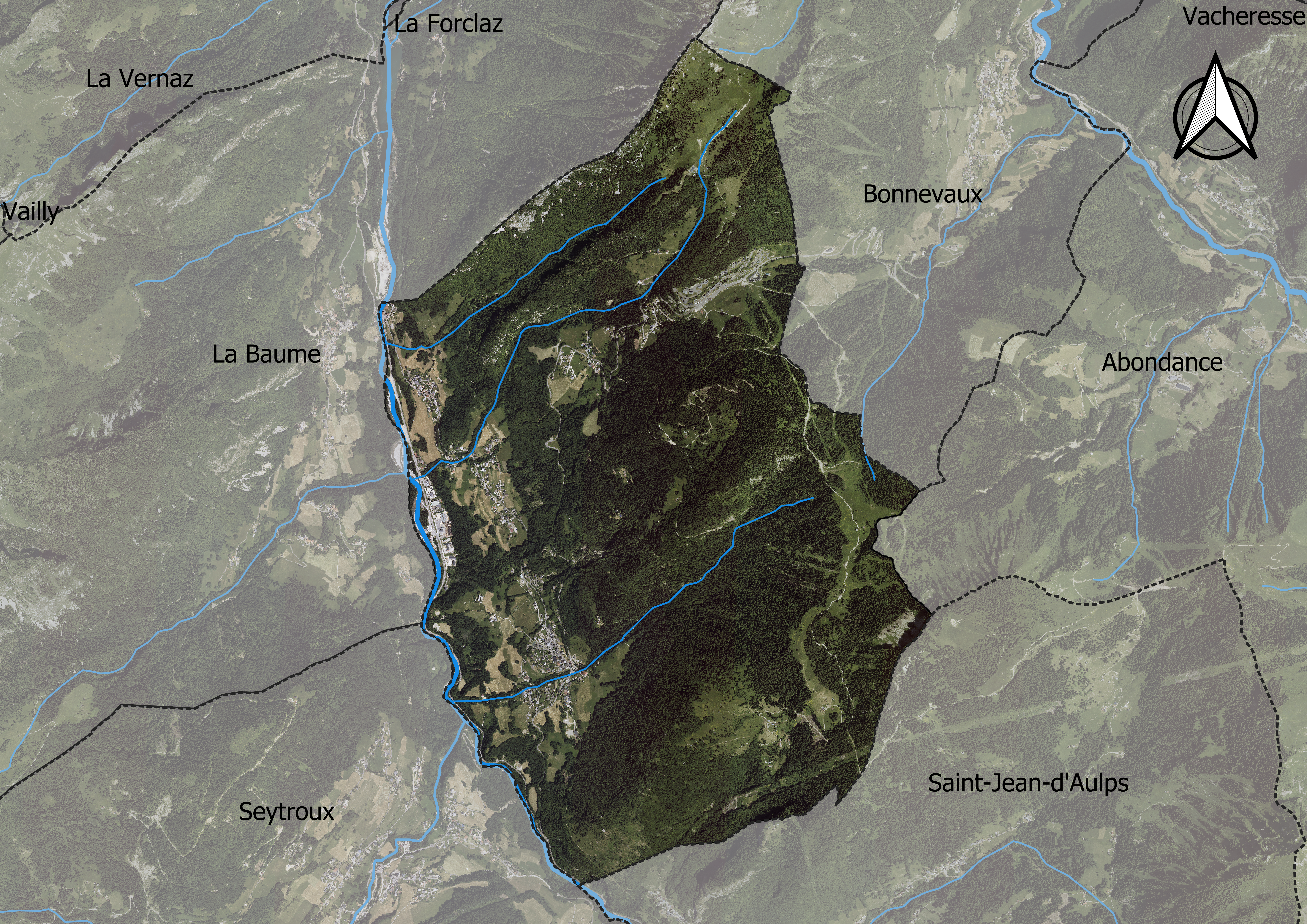
Carte orthophotogrammétrique de la commune.

## Toponymie
Le village du Biot est mentionné dès la fin du Xe siècle sous la forme Albucetum dans un échange, que l'on retrouve dans un autre document daté de 1046. Au XIIIe siècle, la forme a évolué en Biollo (vers 1344) (forme latine) ou lo Biol, en langue vernaculaire
Le Biot serait un toponyme dérivé par vocalisation du mot francoprovençal biol, lui-même provenant du roman biola, qui signifie « bouleau ».
Le nom Albucetum attesté en 1046 serait composé sur deux racines celtes. Albos « blanc » et ceto « bois, forêt » ou uoceton « sous bois ». Pour les gaulois, Albucetum  était donc une « forêt blanche » (bouleau). Dans ce cas, on peut voir le lien entre le nom celte et le nom Biollo utilisé par la suite. Les bouleaux ont une écorce blanche.
En francoprovençal, le nom de la commune s'écrit L Byo (graphie de Conflans) ou Le Biôl (ORB).

## Histoire
Depuis le XVIIIe siècle, le Biot a perdu des portions de son territoire permettant de donner naissance aux nouvelles communes de La Forclaz et de La Vernaz (21 juillet 1740), de Seytroux (11 novembre 1847) et de La Baume (20 décembre 1860).
Le 14 octobre 1792, à la suite de l'invasion de la Savoie par l'Armée des Alpes française commandée par Anne Pierre de Montesquiou-Fézensac, 655 communes sont consultées pour l'élection des députés à l'Assemblée nationale des Allobroges, afin d'être rattachées à la France. Ontex, Le Biot et Peisey furent les seules à voter majoritairement pour devenir une république séparée ou indépendante.

## Politique et administration

### Situation administrative
La commune du Biot appartient au canton d'Évian-les-Bains, qui compte selon le redécoupage cantonal de 2014 33 communes. Avant ce redécoupage, elle appartenait au canton du Biot, dont elle était le chef-lieu.
Elle forme avec quinze autres communes depuis janvier 2014 la communauté de communes du Haut-Chablais. Elle fait suite à la communauté de communes de la Vallée d’Aulps créé en 1995 comprenant les neuf communes (La Forclaz, La Vernaz, La Baume, Le Biot, Seytroux, Saint Jean d’Aulps, Montriond, Essert-Romand et La Côte d’Arbroz).
Le Biot relève de l'arrondissement de Thonon-les-Bains et de la cinquième circonscription de la Haute-Savoie, dont le député est Marc Francina (UMP) depuis les élections de 2012.

### Liste des maires
| Période                                  | Période  | Identité              | Étiquette | Qualité |
| ---------------------------------------- | -------- | --------------------- | --------- | ------- |
| 1860                                     | 1861     | Vulliez Hyacinthe     | ...       | ...     |
| 1861                                     | 1865     | Premat Eugène         | ...       | ...     |
| 1865                                     | 1872     | Vulliez Louis         | ...       | ...     |
| 1872                                     | 1874     | Mudry Jacques         | ...       | ...     |
| 1874                                     | 1882     | Requet Joseph Jean    | ...       | ...     |
| 1882                                     | 1891     | Vulliez Jean Pierre   | ...       | ...     |
| 1891                                     | 1892     | Arpin Ernest          | ...       | ...     |
| 1892                                     | 1896     | Mudry Jean Pierre     | ...       | ...     |
| 1896                                     | 1906     | Arpin Ernest          | ...       | ...     |
| 1906                                     | 1925     | Tournier Joseph       | ...       | ...     |
| 1925                                     | 1927     | Morand Joseph Fernand | ...       | ...     |
| 1927                                     | 1952     | Premat Henri          | ...       | ...     |
| 1952                                     | 1965     | Vulliez Alexandre     | ...       | ...     |
| 1965                                     | 1967     | Ducret Jean Marie     | ...       | ...     |
| 1967                                     | 1971     | Renevier Fernand      | ...       | ...     |
| 1971                                     | 1993     | Premat Georges        | ...       | ...     |
| 1993                                     | 2002     | Rosset Claude         | ...       | ...     |
| 2002                                     | 2005     | Deschamp Fabrice      | ...       | ...     |
| 2005                                     | En cours | Henri-Victor Tournier | ...       | ...     |
| Les données manquantes sont à compléter. |          |                       |           |         |

## Population et société
Les habitants du Biot sont appelés les Biotins.

### Démographie
L'évolution du nombre d'habitants est connue à travers les recensements de la population effectués dans la commune depuis 1793. Pour les communes de moins de 10 000 habitants, une enquête de recensement portant sur toute la population est réalisée tous les cinq ans, les populations de référence des années intermédiaires étant quant à elles estimées par interpolation ou extrapolation. Pour la commune, le premier recensement exhaustif entrant dans le cadre du nouveau dispositif a été réalisé en 2005.

En 2022, la commune comptait 636 habitants, en évolution de +11,58 % par rapport à 2016 (Haute-Savoie : +6,01 %, France hors Mayotte : +2,11 %).
| 1793  | 1800  | 1806  | 1822  | 1838  | 1848  | 1858  | 1861 | 1866 |
| ----- | ----- | ----- | ----- | ----- | ----- | ----- | ---- | ---- |
| 1 744 | 1 812 | 1 851 | 1 924 | 1 443 | 1 468 | 1 309 | 843  | 703  |

| 1872 | 1876 | 1881 | 1886 | 1891 | 1896 | 1901 | 1906 | 1911 |
| ---- | ---- | ---- | ---- | ---- | ---- | ---- | ---- | ---- |
| 751  | 728  | 715  | 751  | 653  | 622  | 615  | 565  | 550  |

| 1921 | 1926 | 1931 | 1936 | 1946 | 1954 | 1962 | 1968 | 1975 |
| ---- | ---- | ---- | ---- | ---- | ---- | ---- | ---- | ---- |
| 511  | 494  | 444  | 388  | 355  | 385  | 279  | 231  | 215  |

| 1982 | 1990 | 1999 | 2005 | 2006 | 2010 | 2015 | 2020 | 2022 |
| ---- | ---- | ---- | ---- | ---- | ---- | ---- | ---- | ---- |
| 286  | 333  | 340  | 424  | 430  | 463  | 576  | 636  | 636  |

### Enseignement
La commune du Biot est située dans l'académie de Grenoble. En 2016, elle administre une école maternelle et élémentaire, regroupant 74 élèves.

## Culture locale et patrimoine

### Lieux et monuments
- Église Saint-Nicolas, édifiée dans un style néoclassique sarde (1846).
- Chapelle de Gys.
- Station de ski de Drouzin-le-Mont, au col du Corbier, petite station de ski, fermée en 2012 et reconvertie en montagne douce en 2013.

### Personnalités liées à la commune
- Robert Coffy (1920-1995), né au Biot, cardinal, évêque de Gap, archevêque de Marseille.